# Rodolfo Pizarro
Rodolfo Gilbert Pizarro Thomas (Tampico, Tamaulipas, México; 15 de febrero de 1994), conocido deportivamente como Rodolfo Pizarro, es un futbolista mexicano que se desempeña como mediocampista ofensivo, actualmente juega el Futbol Club Juárez de la Liga mexicana

## Trayectoria

### Inicios en Pachuca
Rodolfo a los 12 años de edad ingresó a las fuerzas básicas de la Jaiba Brava, comenzando a jugar en las categorías sub-13 y sub-15, tras destacadas actuaciones con el Tampico Madero, fue visoriado e invitado por Pachuca, donde empezó en las categorías sub-17 y Pachuca Juniors. 
Tras destacadas actuaciones en fuerzas inferiores, fue llevado al primer equipo donde realizó pretemporada en el Apertura 2012. Debutó en la Liga MX el 15 de septiembre de 2012 en un partido donde su club se impuso 3-2 a Morelia. El partido fue correspondiente a la jornada 8 del Apertura 2012.
Después de varios torneos, Rodolfo fue ganándose la titularidad en el equipo hidalguense. Su primer gol como profesional lo hizo en un partido de la Copa MX con el Pachuca en el que fueron visitantes contra los Dorados de Sinaloa, correspondiente a la jornada 3. El partido terminó con una derrota del Pachuca por marcador de 5-2 en suelo sinaloense.

### Desarrollo futbolístico en su país
El 12 de diciembre de 2016 se confirma su traspaso al Club Deportivo Guadalajara por 15 millones de dólares en compra definitiva, convirtiéndose en el primer refuerzo del equipo de cara al Clausura 2017. Consiguió la liga con el Club Deportivo Guadalajara ese mismo torneo, el segundo en su carrera profesional y el año siguiente la Liga de Campeones de la Concacaf
El 8 de junio de 2018 se confirma su traspaso al Monterrey en compra definitiva por 18 millones de dólares, siendo el segundo refuerzo de cara al Apertura 2018.

### Inter Miami CF y segunda etapa en Monterrey
Para la temporada 2020 se convierte en nuevo jugador del Inter de Miami, equipo en expansión en la Major League Soccer siendo él quién anotó el primer gol en la historia de ese equipo.
El 4 de enero de 2022 se confirma su regreso al C. F. Monterrey frente al Clausura 2022 y la Copa Mundial de Clubes de la FIFA 2021

### Actualidad
El 17 de julio del 2023 club griego AEK Atenas informó a través de sus redes sociales la llegada del mediocampista, quien recientemente quedó desvinculado del Inter de Miami de la MLS, a la Superliga Griega para la temporada 2023-2024.

Mazatlán
El 16 de septiembre de 2024, Pizarro regresó a México para incorporarse a Mazatlán

FC Juárez
El 13 de junio de 2025 Pizarro firmó con los bravos de Cd. Juárez

## Selección nacional

### Sub-23

#### Juegos Olímpicos
El 8 de julio de 2016 Pizarro fue incluido en la lista final de los 18 futbolistas que disputarían los Juegos Olímpicos de Río 2016 en Brasil. El 4 de agosto de 2016 anotó gol ante la Selección de Alemania sub-23 dando la victoria de 2-1 que acabaría en empate 2-2.

### Selección absoluta
| Selección          | País   | PJ | Goles | Periodo         |
| ------------------ | ------ | -- | ----- | --------------- |
| Selección mexicana | México | 37 | 5     | 2014 - Presente |

Sorpresivo fue su llamado a la Selección Nacional el 20 de enero de 2014 por el director técnico Miguel Herrera, quien lo llamó para ser parte de la convocatoria del partido amistoso contra Corea del Sur.
Debutó con la Selección el 29 de enero de 2014 en un partido amistoso contra Corea del Sur donde la Selección Mexicana se impuso 4-0. Rodolfo disputó los noventa minutos del encuentro amistoso portando la camiseta número 21.
El 28 de agosto de 2014 fue convocado por el entrenador Miguel Herrera para disputar los partidos amistosos en septiembre contra Bolivia y Chile.
El 10 de febrero de 2016 anota su primer gol ante Senegal en un partido amistoso. Es convocado para los partidos de eliminatorias contra Canadá.
El 8 de junio de 2017 tras ser campeón con Chivas y al ser un referente, fue llamado por Juan Carlos Osorio en la lista preliminar de 40 jugadores para la Copa Oro de la Concacaf 2017. El 28 de junio de 2017 queda en la lista final de 23 jugadores que representara a México en la Copa Oro de la Concacaf 2017.
El 21 de julio de 2021 es convocado a la Copa Oro de la Concacaf 2021 ocupando el lugar de Hirving Lozano quien tuvo que abandonar el torneo por lesión.

### Torneos internacionales
| Copa                         | Categoría | Sede           | Resultado      | Partidos |
| ---------------------------- | --------- | -------------- | -------------- | -------- |
| Juegos Olímpicos de Río 2016 | Sub-23    | Brasil         | Fase de grupos | 3        |
| Copa Oro CONCACAF 2017       | Absoluta  | Estados Unidos | Semifinales    | 4        |
| Copa Oro CONCACAF 2019       | Absoluta  | Estados Unidos | Campeón        | 4        |
| Copa Oro CONCACAF 2021       | Absoluta  | Estados Unidos | Subcampeón     | 1        |

### Goles internacionales
| Gol | Fecha                  | Sede                                            | Oponente  | Marcador | Resultado | Competición                             |
| --- | ---------------------- | ----------------------------------------------- | --------- | -------- | --------- | --------------------------------------- |
| 1.  | 10 de febrero del 2016 | Marlins Park, Miami, Estados Unidos             | Senegal   | 2–0      | 2–0       | Amistoso                                |
| 2.  | 1 de julio del 2017    | CenturyLink Field, Seattle, Estados Unidos      | Paraguay  | 1–0      | 2–1       | Amistoso                                |
| 3.  | 20 de julio del 2017   | Universidad de Phoenix, Phoenix, Estados Unidos | Honduras  | 1–0      | 1–0       | Copa Oro de la Concacaf 2017            |
| 4.  | 5 de junio del 2019    | Mercedes-Benz Stadium, Estados Unidos           | Venezuela | 2–1      | 3–1       | Amistoso                                |
| 5.  | 15 de octubre del 2019 | Estadio Azteca, México                          | Panamá    | 3–1      | 3–1       | Liga de Naciones de la Concacaf 2019-20 |

### Goles en categorías menores
| Gol | Fecha                | Sede                                        | Oponente | Marcador | Resultado | Competición                             |
| --- | -------------------- | ------------------------------------------- | -------- | -------- | --------- | --------------------------------------- |
| 1.  | 4 de agosto del 2016 | Arena Fonte Nova, Salvador de Bahía, Brasil | Alemania | 2–1      | 2–2       | Juegos Olímpicos de Río de Janeiro 2016 |

## Estadísticas
- Actualizado hasta el 10 de noviembre de 2024.

| Club | Div.                | Temporada           | Liga  | Liga  | Liga   | Copas Nacionales(1) | Copas Nacionales(1) | Copas Nacionales(1) | Torneos Internacionales(2) | Torneos Internacionales(2) | Torneos Internacionales(2) | Total | Total | Total  | Media goleadora |
| Club | Div.                | Temporada           | Part. | Goles | Asist. | Part.               | Goles               | Asist.              | Part.                      | Goles                      | Asist.                     | Part. | Goles | Asist. | Media goleadora |
| --- | ------------------- | ------------------- | ----- | ----- | ------ | ------------------- | ------------------- | ------------------- | -------------------------- | -------------------------- | -------------------------- | ----- | ----- | ------ | --------------- |
| C. F. Pachuca México |                     |                     |       |       |        |                     |                     |                     |                            |                            |                            |       |       |        |                 |
| 1.ª | 2012-13             | 16                  | 0     | 1     | 9      | 1                   | 0                   | 0                   | 0                          | 0                          | 25                         | 1     | 1     | 0,04   |                 |
| 1.ª | 2013-14             | 39                  | 0     | 2     | 3      | 0                   | 0                   | 0                   | 0                          | 0                          | 42                         | 0     | 2     | 0,0    |                 |
| 1.ª | 2014-15             | 35                  | 2     | 1     | 0      | 0                   | 0                   | 4                   | 0                          | 0                          | 39                         | 2     | 1     | 0,05   |                 |
| 1.ª | 2015-16             | 37                  | 6     | 6     | 5      | 1                   | 0                   | 0                   | 0                          | 0                          | 42                         | 7     | 6     | 0,16   |                 |
| 1.ª | 2016-17             | 7                   | 0     | 2     | 0      | 0                   | 0                   | 0                   | 0                          | 0                          | 7                          | 0     | 2     | 0,00   |                 |
| Total | Total               | Total               | 134   | 8     | 12     | 17                  | 2                   | 0                   | 4                          | 0                          | 0                          | 155   | 10    | 12     | 0,06            |
| C. D. Guadalajara · México |                     |                     |       |       |        |                     |                     |                     |                            |                            |                            |       |       |        |                 |
| 1.ª | 2016-17             | 16                  | 6     | 0     | 2      | 1                   | 0                   | -                   | -                          | -                          | 18                         | 7     | 0     | 0,38   |                 |
| 1.ª | 2017-18             | 29                  | 7     | 6     | 3      | 0                   | 0                   | 8                   | 1                          | 5                          | 40                         | 8     | 11    | 0,20   |                 |
| Total | Total               | Total               | 45    | 13    | 6      | 5                   | 1                   | 0                   | 8                          | 1                          | 5                          | 58    | 15    | 11     | 0,25            |
| C. F. Monterrey · México |                     |                     |       |       |        |                     |                     |                     |                            |                            |                            |       |       |        |                 |
| 1.ª | 2018-19             | 30                  | 6     | 2     | 2      | 0                   | 0                   | 8                   | 1                          | 3                          | 40                         | 7     | 5     | 0,17   |                 |
| 1.ª | 2019-20             | 21                  | 2     | 1     | 0      | 0                   | 0                   | 3                   | 0                          | 0                          | 24                         | 2     | 1     | 0,08   |                 |
| Total | Total               | Total               | 51    | 8     | 3      | 2                   | 0                   | 0                   | 11                         | 1                          | 3                          | 64    | 9     | 6      | 0,14            |
| Inter Miami C. F. Estados Unidos |                     |                     |       |       |        |                     |                     |                     |                            |                            |                            |       |       |        |                 |
| 1.ª | 2020                | 20                  | 4     | 4     | -      | -                   | -                   | -                   | -                          | -                          | 20                         | 4     | 4     | 0,20   |                 |
| 1.ª | 2021                | 27                  | 3     | 4     | -      | -                   | -                   | -                   | -                          | -                          | 27                         | 3     | 4     | 0,00   |                 |
| Total | Total               | Total               | 47    | 7     | 8      | 0                   | 0                   | 0                   | 0                          | 0                          | 0                          | 47    | 7     | 8      | 0,14            |
| C. F. Monterrey · México |                     |                     |       |       |        |                     |                     |                     |                            |                            |                            |       |       |        |                 |
| 1.ª | 2022                | 11                  | 1     | 0     | -      | -                   | -                   | 2                   | 0                          | 0                          | 13                         | 1     | 0     | 0,08   |                 |
| 1.ª | 2022-23             | 19                  | 0     | 0     | -      | -                   | -                   | -                   | -                          | -                          | 19                         | 0     | 0     | 0,00   |                 |
| Total | Total               | Total               | 30    | 1     | 0      | -                   | -                   | -                   | 2                          | 0                          | 0                          | 32    | 1     | 0      | 0,08            |
| Inter Miami C. F. Estados Unidos |                     |                     |       |       |        |                     |                     |                     |                            |                            |                            |       |       |        |                 |
| 1.ª | 2023                | 13                  | 0     | 0     | 2      | 0                   | 0                   | -                   | -                          | -                          | 15                         | 0     | 0     | 0,00   |                 |
| Total | Total               | Total               | 13    | 0     | 0      | 2                   | 0                   | 0                   | 0                          | 0                          | 0                          | 15    | 0     | 0      | 0,00            |
| AEK · Grecia |                     |                     |       |       |        |                     |                     |                     |                            |                            |                            |       |       |        |                 |
| 1.ª | 2023-24             | 16                  | 0     | 0     | 2      | 0                   | 0                   | 4                   | 0                          | 0                          | 22                         | 0     | 0     | 0,00   |                 |
| Total | Total               | Total               | 16    | 0     | 0      | 2                   | 0                   | 0                   | 4                          | 0                          | 0                          | 22    | 0     | 0      | 0,00            |
| Mazatlán F. C. · México |                     |                     |       |       |        |                     |                     |                     |                            |                            |                            |       |       |        |                 |
| 1.ª | 2024-25             | 7                   | 0     | 0     | -      | -                   | -                   | -                   | -                          | -                          | 7                          | 0     | 0     | 0,00   |                 |
| Total | Total               | Total               | 7     | 0     | 0      | 0                   | 0                   | 0                   | 0                          | 0                          | 0                          | 7     | 0     | 0      | 0,00            |
| Total en su carrera | Total en su carrera | Total en su carrera | 343   | 37    | 29     | 28                  | 3                   | 0                   | 29                         | 2                          | 8                          | 400   | 42    | 37     | 0,12            |
| (1) Incluye datos de la Copa MX y Supercopa MX. (2) Incluye datos de la Liga de Campeones de la Concacaf, Copa Mundial de Clubes de la FIFA, Liga de Campeones de la UEFA y Liga Europa de la UEFA. |                     |                     |       |       |        |                     |                     |                     |                            |                            |                            |       |       |        |                 |

## Palmarés

### Campeonatos nacionales
| Título  | Equipo      | País   | Año  |
| ------- | ----------- | ------ | ---- |
| Liga MX | Pachuca     | México | 2016 |
| Copa MX | Guadalajara | México | 2017 |
| Liga MX | Guadalajara | México | 2017 |
| Liga MX | Monterrey   | México | 2019 |

### Campeonatos internacionales
| Título            | Equipo              | Sede           | Año  |
| ----------------- | ------------------- | -------------- | ---- |
| Liga de Campeones | Guadalajara         | México         | 2018 |
| Liga de Campeones | Monterrey           | México         | 2019 |
| Copa Oro          | Selección de México | Estados Unidos | 2019 |